# Spänningsstabilisering
Spänningsstabilisering används i de flesta elektroniska utrustningar för att erhålla en jämn och konstant matningsspänning. Spänningsstabilisering kan ske med zenerdioder, men den enkla stabiliseringsmetoden är bara användbar vid små effekter. För spänningsstabilisering av högre effekter måste zenerdioden kompletteras med en förstärkare.
Figuren visar en ofta använd stabiliseringskrets som består av en zenerdiod och en emitterföljare. Transistorn levererar strömmen till lasten IE, medan zenerdioden bara behöver leverera den lägre basströmmen IB. Zenerdiodens förlusteffekt PFZ = UZ·IZ blir rätt liten och konstant, medan transistorns förlusteffekt PFT = UCE·IC blir proportionell mot belastningsströmmen och mycket större än zenerdiodens.
Eftersom man i allmänhet vill ha samma utspänning UUT med denna koppling som från den enkla zenerstabilisatorn, så väljer man en zenerdiod med 0,7 V högre spänningsvärde än UUT, så att man kompenserar för spänningsfallet UBE i transistorn.
Spänningsstabilisatorer kan utformas på olika sätt. Numera använder man integrerade stabilisatorkretsar. De tillverkas i serier med standardspänningar bland annat 5 V, 12 V, 15 V osv. Andra typer finns hos vilka utspänningen ställs in med yttre resistorer. Integrerade spänningsstabilisatorer innehåller säkerhetsfunktioner som strömbegränsning och inbyggd "säkring" mot för hög spänning.